# Эндрюс, Марк (регбист)
Марк Грегори Эндрюс (англ. Mark Gregory Andrews, родился 21 февраля 1972 в Эллиоте) — южноафриканский регбист, игравший на позиции замка или восьмого номера; чемпион мира 1995 года.

## Карьера

### Клубная
Эндрюс учился в университете Стелленбосх, где занимался регби. В 19 лет он покинул ЮАР и прибыл во Францию, где выступал за любительский «Орийяк», но там получил в одной из игр ряд увечий: двойной перелом носа, перелом ребра и перелом лодыжки. По возвращении домой он занялся водным поло, в которое играл пять лет, прежде чем вернуться в регби (водное поло в ЮАР было любительским). Выступал за студенческую (университетскую) сборную ЮАР.
В составе команды «Натал Шаркс» Эндрюс играл в Кубке Карри, выиграв с ней Кубок в 1995 и 1996 годах. В составе основного клуба «Шаркс» он дважды выходил в полуфинал Регби 12 в 1996 и 1998 годах. В 2000 году он стал капитаном команды, а в 2001 году дошёл до финала, где его клуб проиграл австралийской команде «Брамбиз». В 2002 году он перешёл в английский клуб «Ньюкасл Фэлконс», с которым выиграл в 2004 году Англо-валлийский кубок, играя в связке с англичанином Гаретом Арчером. Однако череда травм (в том числе и повреждение колена) вынудили Эндрюса завершить карьеру в 2004 году, как и Арчера (из-за травмы спины).

### В сборной
Дебют Эндрюса в сборной состоялся в июне 1994 года в Кейптауне против сборной Англии, ведомой Робом Эндрю, будущим наставником Эндрюса в «Ньюкасле». В 77 играх он набрал 60 очков; в 1995 году сборная ЮАР с Эндрюсом в составе выиграла домашний чемпионат мира, в 1999 году завоевала бронзовые медали. В 2001 году он провёл свою последнюю игру за сборную.
С 2001 по 2004 годы Эндрюс играл за клуб «Барбарианс».

## Вне регби
В настоящее время Эндрюс занимается бизнесом, владея акциями компании M5 Sports Group по продаже спортивных товаров в Южной Африке. Также он вовлечён в управление компанией по добыче полезных ископаемых, и его коллегой в этом деле является Гари Тейхманн, также чемпион мира.